# Paraproporus diovatus
Paraproporus diovatus är en plattmaskart som beskrevs av Jürgen Dörjes 1968. Paraproporus diovatus ingår i släktet Paraproporus och familjen Actinoposthiidae. Inga underarter finns listade i Catalogue of Life.